# 요시즈미 와라이
요시즈미 와라이(일본어: 善積 わらい, 2002년 11월 4일 ~ )는 일본의 여자 축구 선수이다.

## 구단 경력
2016년 나데시코 리그의 세레소 오사카에 입단하였다. 2023년 WE리그로 승격하였다. 2024년 12월 현역 은퇴.

## 국가대표팀 경력
그녀는 2018년 FIFA U-17 여자 월드컵에 참가할 일본 U-17 국가대표팀에 발탁되었으며, 4경기에 출전했다.